# フラットマンドリン

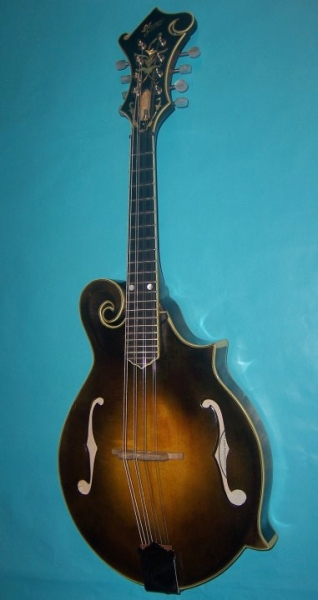
フラットマンドリン

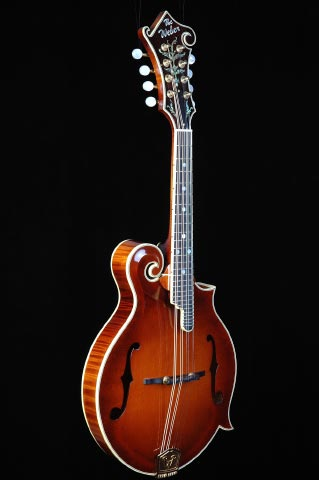
フラットマンドリン

フラットマンドリン（英語: flat mandolin）は、19世紀末よりアメリカ合衆国から普及した撥弦楽器マンドリンの一種。主にブルーグラス、カントリー及びジャズなど幅広いジャンルで使用される。

## 概要
スチール弦で2本の弦を1組として、それが4組ある。調弦は低い方からG-D-A-Eで、音程差はすべて5度（ヴァイオリンと同じ）である。金属のフレットがあり、ピックを使って演奏するのはイタリアのクラシックマンドリンと同じであるが、19世紀後半にクラシック・マンドリンがイタリアからアメリカに渡り、立って演奏するプレイヤーからの要望もあり、ギブソンの創設者オービル・ヘンリー・ギブソンの手によって、背面がクラシック・マンドリンのようにドーム状ではなく、ヴァイオリンのようにほぼ平らで緩やかなふくらみがあるフラット形状に改良される。このことからフラット・マンドリンと呼ばれる。表板にややふくらみがあるものをアーチト トップ(arched top)と呼ぶ。対して完全に平らな表板を持つものをフラットトップ(flat top)と呼ぶ。ボディの形には上部にスクロール(scroll)と呼ばれる渦巻型の部分があるFタイプと、円形に近い洋ナシ型のAタイプがある。F型とA型ではヘッドの形も異なり、A型はシンプルでF型はより装飾的なヘッドが通常である。音は個体差はあるが、おおむねF型は高音がよく響ききらびやか、A型はややおだやかである。サウンドホールはヴァイオリンのようなf字型（Fホール）のものが多いが、アコースティックギターと同じ楕円形（オーヴァル ホール oval hole）などもある。

1919年にギブソンに迎えられた発明家ロイド・ロアーの手により、フラットマンドリンはさらに完成度が高められた。

ブルーグラスの創始者ビル・モンローの愛機でもあるF-5と呼ばれるF型マンドリンはロイド・ロアーの調整・検品済みの証としてサインが入り、音色及び希少性から現在、高価格で取引されている。

なお、同時期にブラジルに渡ったクラシック・マンドリンから改良されたバンドリンは背面が同じように平らだが、形状は大きく異なる。

フェンダー製マンドキャスターに代表される、エレキギターのようにピックアップがついたエレキ・マンドリンも作られている。

フラットマンドリンはクラシック楽器と同じように、高音部から低音部までをカバーする以下の種類がある。マンドリン、マンドラ、オクターブマンドリン、マンドチェロ。

## 日本での状況
日本のポップス・ロック界においても1970年代からマンドリンが使用されるようになり、ガロの「ロマンス」、かぐや姫の「神田川」などで使用され、たま（2003年解散）の知久寿焼もこの楽器を演奏していた。また最近では、THE ALFEEの坂崎幸之助が、ライヴにて6弦アコースティック・ギターやガットギターとフラットマンドリンを組み合わせたダブルネック仕様を使用する事もある。